# Bitterfelder Bernstein

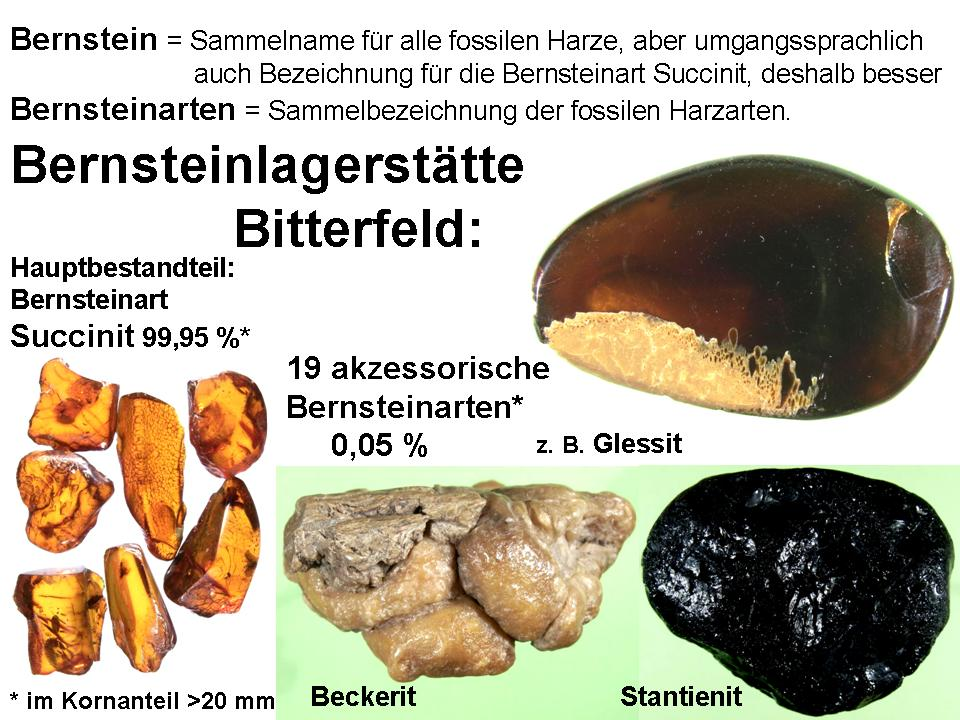
Bitterfelder Bernstein, Häufigkeit der wichtigsten Bernsteinarten

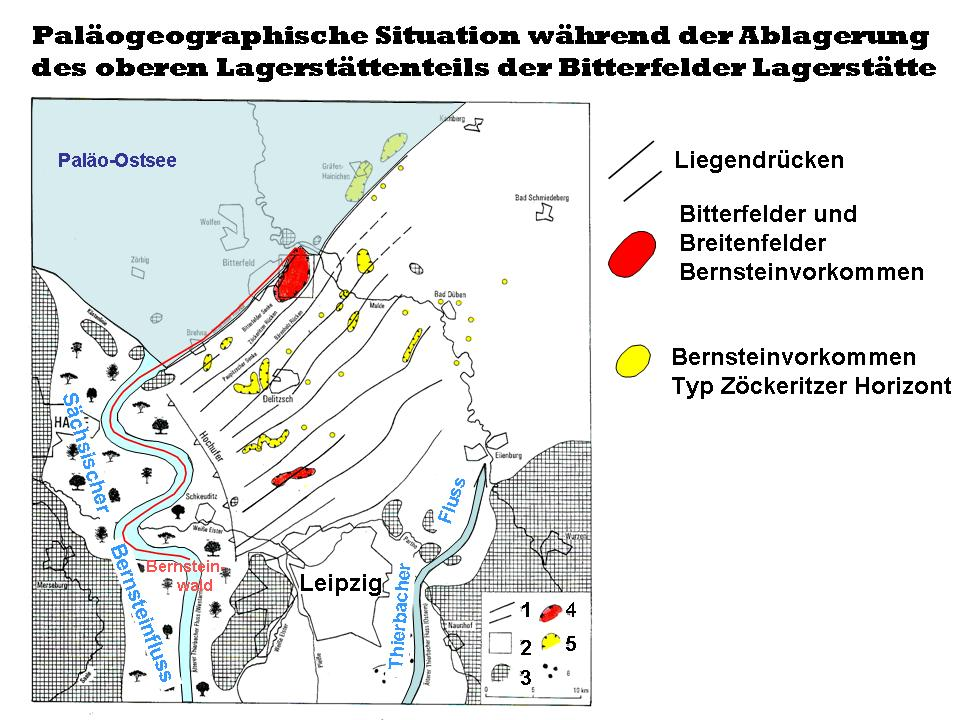
Bitterfelder Bernsteinlagerstätte, Sächsischer Bernsteinfluss und Bernsteinwald

Als Bitterfelder Bernstein wird ein Bernsteinvorkommen bezeichnet, das im Tagebau Goitzsche (Bitterfelder Braunkohlerevier, Sachsen-Anhalt) durch den Abbau der Braunkohle freigelegt wurde und dadurch zeitweise bergbaulich genutzt werden konnte. Dieses Bernsteinvorkommen ist die zweitgrößte Bernsteinlagerstätte der Welt. Nach der Einstellung der Braunkohlenförderung im Jahre 1991 wurde mit der Sanierung begonnen und mit Beginn der Flutung des Tagebaurestloches musste im Jahre 1993 die Bernsteingewinnung eingestellt werden. Zusammen mit den südöstlich und südlich angrenzenden ehemaligen Tagebauen Seelhausen und Holzweißig wird dieses Gebiet „Sanierungsgebiet Goitzsche“ genannt, es war ein Referenzstandort für die Weltausstellung EXPO 2000. Das Restloch des Tagebaues Goitsche trägt jetzt den Namen Großer Goitzschesee. Der nördlichste Teil dieses Tagebausees mit dem verbliebenen Rest der Bernsteinlagerstätte ist inzwischen allgemein als „Bernsteinsee“ bekannt.

## Entdeckung der Bernsteinvorkommen im Raum Bitterfeld
Möglicherweise wurde bereits im 17. Jahrhundert Bernstein bei Bad Schmiedeberg, östlich von Bitterfeld, gefunden. Eine eingehende Beschreibung des Bernsteinvorkommens von Bad Schmiedeberg erfolgte durch Johann Friedrich Henkel. Nach weiteren Einzelfunden im ehemaligen Tagebau Golpa wurden im Jahre 1957 aus dem Baufeld I südlich der ehemaligen Ortslage Niemegk die ersten Funde aus dem Tagebau Goitsche gemeldet. Allerdings wurde der gefundene Bernstein irrtümlich als Retinit bezeichnet. Erst im Jahre 1974 wurde der Bereich der Bernsteinlagerstätte wieder angeschnitten, die freigelegten bernsteinführenden Schichten konnten näher untersucht werden und mit der Gewinnung wurde bereits im Jahre 1975 begonnen.
Die Entdeckung der Bernsteinlagerstätte führte zu einer intensiven Suche im gesamten Raum Bitterfeld-Leipzig. Altersgleich mit der Bitterfelder Lagerstätte sind eine Vielzahl von Einzelnachweisen sowie ein weiteres großes Vorkommen im Tagebaufeld Breitenfeld, siehe unteres Bild. Außerdem wurde eine Bernsteinführung in wesentlich älteren Schichten nachgewiesen, sowohl im Zwischenmittel des Flözes Gröbers (unteres Oligozän) als auch im Schluff unmittelbar unter dem Flöz Bruckdorf (oberes Eozän), also etwa altersgleich mit der Lagerstätte des Baltischen Bernsteins im Samland. An eine Nutzung ist allerdings nicht zu denken, denn sie wären nur im Zusammenhang mit dem Braunkohlenabbau gewinnbar und der ist nach 1990 im gesamten Revier eingestellt worden.

## Entstehung der Bernsteinlagerstätte
Die durch den Braunkohlenabbau im Tagebau Goitsche auf einer Fläche von 5 km² freigelegte und bis 10 m mächtige bernsteinführende Schichtenfolge des oberen Oligozäns und des unteren Miozäns wurde umfassend exploriert. Die Schichtenfolge wird unterlagert vom „Bitterfelder Glimmersand“ und überlagert vom „Bitterfelder Hauptflöz“. Bernstein enthalten die zuoberst liegenden lagunären „Friedersdorfer Schichten“ und der basale „Zöckeritzer Horizont“, dazwischen lagert das geringmächtige eingelagerte autochthone Braunkohlenflöz Goitsche und ein mehrere Meter mächtiger Sand. Die Verbreitung der Schichtenfolge steht in engem Zusammenhang mit den Strukturen der Basisfläche des Bitterfelder Hauptflözes, den sogenannten „Liegendrücken“. Zwei SW-NE streichende Liegendrücken sind Nehrungen, die während Hochständen des Meeresspiegels von Südwesten nach Nordosten aufgeschüttet wurden, sie bilden eine Altersabfolge von Südost nach Nordwest. Das eingelagerte Flöz Goitsche zeigt eine Meeresspiegelschwankung von etwa 15 m während der Bildung der Lagerstätte an. Die Liegendrücken im gesamten Raum Leipzig-Bitterfeld und der innere Aufbau des oberoligozänen Bitterfelder Glimmersandes gleichen denen der Lagerstätte Bitterfeld. Eingelagerte autochthone Braunkohlenflöze belegen mindestens zehn Mal eine eustatische Meeresspiegelschwankung von 15 bis 20 m. Lieferant der Sedimente und des Bernsteins war ein in die Meeresbucht einmündender Fluss, der sogenannte „Sächsische Bernsteinfluss“.
Andere Autoren haben abweichende genetische Vorstellungen entwickelt.
Das betrifft vor allem die Genese der Liegendrücken im Raum zwischen Bitterfeld und Leipzig. Sie sollen nach dieser Vorstellung Dünenzüge auf einem durch einen einmündenden Fluss aufgeschütteten Flussdelta sein. Außerdem gibt es konträre Ansichten zu den komplizierten Lagerungsverhältnissen der Bernsteinlagerstätte und lange Zeit war auch die Herkunft des Bernsteins umstritten.
Vorm Bekanntwerden der Bernsteinlagerstätte erschien gesichert, dass es sich bei den Einzelfunden im Raum Bitterfeld um umgelagerten Baltischen Bernstein handeln müsse. Diese Vorstellung verfestigte sich bei den Paläontologen nach dem massenhaften Anfall von Bernstein sogar noch, weil einige der im Bernstein als Inklusen gefundenen Tiergruppen mit denen im Baltischen Bernstein identisch sind. Inzwischen gilt als gesichert, dass der Bitterfelder Bernstein nicht umgelagerter Baltischer Bernstein ist, die Diskussion darüber hat aber auch unter den Geologen bis in die jüngere Zeit angehalten.

## Fauna
Der Bitterfelder Succinit ist bekannt für seinen besonderen Reichtum an tierischen Inklusen. Dies ist aber sicher auf den glücklichen Umstand zurückzuführen, dass von allen bei der Bernsteinverarbeitung anfallenden Inklusen die wissenschaftlich wertvollen Stücke selektiert und der musealen Sammlung im Museum für Naturkunde (Berlin) zugeführt werden konnten. Dadurch war es möglich, innerhalb weniger Jahre eine reichhaltige Kollektion zusammenzutragen. Von Schumann & Wendt wurde eine Zahl von mehr als 10.000 Stück angegeben und Funde aus mehr als 150 Familien aufgelistet, darunter mindestens 22 neue Arten. Schätzungsweise sind in einer Tonne Succinit der Bitterfelder Lagerstätte etwa 4.500 tierische Inklusen enthalten. Eine Zusammenstellung der tierischen und pflanzlichen Organismen, die im Bitterfelder Bernstein sowie in anderen Bernsteinvorkommen gefunden wurden, haben Günter und Brigitte Krumbiegel publiziert.

## Der Bernsteinwald
Der Bernstein kann nur in einem Wald gebildet worden sein. Nach der Rekonstruktion der paläogeographischen Verhältnisse stand der Wald mit den harzerzeugenden Bäumen sehr wahrscheinlich in einem Flusstal westlich von Leipzig. Andere Autoren vermuten als Bildungsort einen Sumpfwald auf dem durch den Fluss aufgeschütteten Flussdelta.
Die substanzielle Identität der in Bitterfeld dominierenden Bernsteinart Succinit, siehe oberes Bild, mit dem baltischen Succinit ist insbesondere durch die gleichen Eigenschaften bei der Verarbeitung zu Bernsteinschmuck und sehr früh auch durch infrarotspektroskopische Untersuchungen gesichert worden. Durch Sorg & Krebs wurden aber mit der Pyrolyse-Gaschromatographie Unterschiede zwischen dem Bitterfelder und dem baltischen Succinit festgestellt. Auch bei der technischen Klärung des Succinit wurde über ein unterschiedliches Verhalten bei höheren Temperaturen berichtet. Diese Unterschiede sind noch nicht näher untersucht worden. Möglicherweise ist die Herkunftspflanze des Succinit nicht eine einzelne Art, sondern eine Gattung.
Die Erzeugerpflanze des Succinit ist immer noch nicht gefunden. Lange Zeit dominierte die Annahme einer Abstammung von der Konifere Pinus succinifera (GÖPPERT 1845) CONWENTZ 1890, In neuerer Zeit wurden Araucarien sowie Cedrus und Pseudolarix  in Betracht gezogen. Nach Beobachtungen am Bitterfelder Succinit war das Ausgangsharz nicht hydrophob wie die rezenten Koniferenharze, sondern es hatte eher die Konsistenz einer latexähnlichen Emulsion.
Neben dem dominierenden Succinit sind bisher aus der Bitterfelder Lagerstätte weitere 19 Bernsteinarten bekannt geworden, davon sind Glessit, Gedanit, Beckerit und Stantienit bereits vom Baltischen Bernstein bekannt. Neu sind die bisher nur in Bitterfeld gefundenen Goitschit, Durglessit, Bitterfeldit, Pseudostantienit sowie 11 noch nicht mit Namen gekennzeichnete fossile Harze, siehe die Bildergalerie.

## Abbau und Verarbeitung
Durch die Entdeckung und schnellstmögliche Nutzung der Bernsteinlagerstätte wurde der damalige VEB Ostseeschmuck Ribnitz-Damgarten aus einer misslichen Lage befreit. Die Lieferungen von Rohbernstein aus der Sowjetunion, aus dem Bernsteintagebau Jantarny, waren so stark zurückgegangen, dass die Herstellung von Bernsteinschmuck insgesamt in Gefahr war. Die Meldung der Auffindung des Bernsteinvorkommens im Mai 1974 löste eine hektische Betriebsamkeit aus und für die schwerfällige Planwirtschaft untypisch lag ein Jahr später bereits der Nachweis der Abbauwürdigkeit vor. Es musste weiter improvisiert werden, damit noch im Jahr 1975 mehr als eine Tonne Rohbernstein für die Verarbeitung zur Verfügung stand. Wie von anderen Autoren beschrieben, wurden auf der Grundlage der entwickelten Methoden bei der geologischen Erkundung in den Jahren 1976 bis 1980 auf der Tagebausohle eine Pilotanlage und weitere zwei Aufbereitungsanlagen für die Gewinnung des Bernsteins eingerichtet.
Insgesamt wurden 408 Tonnen Rohbernstein gewonnen, die maximale Jahresleistung betrug 50 Tonnen. Der Abbau erfolgte, als Nebenprodukt der Braunkohleförderung, durch den VEB Braunkohlenkombinat Bitterfeld (BKK). Der Bernstein wurde im damaligen VEB Ostseeschmuck (Nachfolgebetrieb: Ostsee-Schmuck GmbH) in Ribnitz-Damgarten zu Schmuck verarbeitet.
Mit Beginn der Flutung des sanierten Tagebaurestlochs wurde im Jahre 1993 die Bernsteingewinnung eingestellt. Als geologischer Restvorrat standen im Jahre 1991 noch 950 Tonnen gewinnbarer Bernstein in den Büchern. Durch die Abflachung der Endböschungen wurden erhebliche Mengen blockiert, sodass nur noch 700 Tonnen im 25 m tiefen Wasser des Restlochs für einen Abbau zur Verfügung stehen. Ob eine Wiederaufnahme der Gewinnung möglich ist, wurde 2015 untersucht.
Dies führte im Herbst 2016 dann zur Wiederaufnahme des Abbaus durch die Goitzsche Bernstein GmbH. Dazu wurde eine fast 100 m lange Förderanlage mit Schwimmbagger auf dem Goitzschesee errichtet. Pro Jahr wird etwa eine Tonne Bernstein gefördert. Damit handelt es sich um das weltweit größte Unterwasserabbaugebiet für Bernstein. Der gewonnene Bernstein wird als Rohmaterial, poliert oder zu Schmuck verarbeitet verkauft. Inklusen werden ebenfalls zum Kauf angeboten.